# عبد الله أحمد النعيم
عبد الله أحمد النعيم (1946-) هو مفكر وناشط حقوقي وعالم إسلامي سوداني يعيش في الولايات المتحدة ويُدرس في جامعة إيموري، وهو أستاذ القانون في كلية الحقوق بجامعة إيموري، وأستاذ مشارك في كلية إيموري للفنون والعلوم، وزميل أول في مركز دراسة القانون والدين بجامعة إيموري، يعمل على تدريس القانون الدولي والقانون المقارن وحقوق الإنسان والشريعة الإسلامية، وعمل أيضًا باحثًا قانونيًا عالميًا في كلية الحقوق بجامعة وارويك في المملكة المتحدة حتى نوفمبر 2009، وعمل أستاذ فوق العادة في مركز حقوق الإنسان بكلية الحقوق في جامعة بريتوريا حتى تشرين الثاني / نوفمبر 2009.
له العديد من المؤلفات باللغتين العربية والإنجليزية، وكانت حصيلة مشروعه البحثي عن علاقة الدين بالدولة والسياسة محل جدل وحوار في العديد من الأوساط الأكاديمية، وقد تضمن كتابه الذي صدر عن دار ميريت للنشر بالقاهرة تحت عنوان «الإسلام وعلمانية الدولة» خلاصات هذا المشروع، كما ترجمت أيضا أعمال المشروع بسبع لغات منها الإنجليزية والفرنسية والتركية والفارسية.
اهتم النعيم بالدراسات حول الإسلام وحقوق الإنسان وقدم مساهمات كبيرة في سبيل نشر التقارب بين مبادئ وتعاليم الإسلام والفهم الصحيح للدين ومبادئ حقوق الإنسان، وتشمل اهتماماته البحثية الدستورية في البلدان الإسلامية والأفريقية، والعلمانية والإسلام والسياسة.

## حياته
ولد النعيم في السودان وتأثر بشكل كبير بحركة الإصلاح الإسلامي التي يقودها محمود محمد طه. وهو مواطن أمريكي متجنس لكنه يحتفظ بالجنسية السودانية، حصل على درجة الدكتوراه في القانون من جامعة إدنبرة في اسكتلندا في عام 1976، وحصل على ليسانس الحقوق ودبلوم في علم الجريمة من جامعة كامبريدج بإنجلترا في 1973؛ وعلى ليسانس الحقوق مع مرتبة الشرف من جامعة الخرطوم في 1970.
في فبراير 2009 حصل النعيم على دكتوراه فخرية من جامعة لوفان الكاثوليكية.

## المنشورات

### مؤلف
- «حقوق عالمية، حلول محلية: تفعيل حقوق الإنسان في إطار النظم القانونية في أفريقيا»، 1999، 160 صفحة.
- «الادعاءات التكميلية، غير المتنافسة، بين الشريعة والدين: منظور إسلامي» [4]
- «نهج شامل للوساطة في دعاوى حقوق الإنسان المتنافسة».[5]

- «الإسلام وحقوق الإنسان: ما وراء لعبة الصفر»[6]
- «المسلمون والعدالة العالمية». فيلادلفيا، بنسلفانيا: مطبعة جامعة بنسلفانيا (2010).
- «الإسلام والدولة العلمانية: التفاوض على مستقبل الشريعة». كامبريدج، ماساتشوستس ولندن، إنجلترا: مطبعة جامعة هارفارد (2008). (نُشر أيضًا باللغتين العربية والإندونيسية. تتوفر ترجمات لهذه المخطوطة باللغات البنغالية والفارسية والأردية والبنغالية والتركية والروسية)[7]
- «الدستورية الأفريقية والدور الطوعي للإسلام». فيلادلفيا، بنسلفانيا: مطبعة جامعة بنسلفانيا (2006).
- «نحو إصلاح إسلامي: الحريات المدنية وحقوق الإنسان والقانون الدولي». سيراكيوز، نيويورك: مطبعة جامعة سيراكيوز، 1990 (طبعة الغلاف الناعم من الجامعة الأمريكية بالقاهرة، 1992). تُرجم إلى العربية (1994) والإندونيسية (1995) والروسية (1999) والفارسية 2003.
- «القانون الجنائي السوداني: المبادئ العامة للمسؤولية الجنائية» (عربي). أم درمان، السودان: مطبعة الحرية، 1985.
- «شرعية عمليات وضع الدستور في العالم العربي: منظور إسلامي»، في «الدستورية وحقوق الإنسان والإسلام بعد الربيع العربي»، أكسفورد / نيويورك: OUP 2016.[8]

### محرر
- «حقوق الإنسان بموجب الدساتير الأفريقية: الوفاء بالوعد لأنفسنا.» فيلادلفيا، بنسلفانيا: مطبعة جامعة بنسلفانيا، 2003.
- «قانون الأسرة الإسلامي في عالم متغير: كتاب مرجعي عالمي». لندن: كتب زيد، 2002.
- «التحول الثقافي وحقوق الإنسان في أفريقيا». لندن: كتب زيد، 2002.
- «التبشير وتقرير المصير الطائفي في أفريقيا». مارينول، نيويورك: أوربيس بوك، 1999.
- «الحقوق العالمية، العلاجات المحلية: الحماية القانونية لحقوق الإنسان بموجب دساتير البلدان الأفريقية». لندن: إنترايتس، 1999.
- «الأبعاد الثقافية لحقوق الإنسان في العالم العربي» (عربي). القاهرة: مركز ابن خلدون، 1993.
- «حقوق الإنسان في منظورات متعددة الثقافات: البحث عن توافق». فيلادلفيا، بنسلفانيا: مطبعة جامعة بنسلفانيا، 1992.

### محرر مشارك
- مع إيفي أماديومي: «سياسة الذاكرة: الحقيقة والشفاء والعدالة الاجتماعية». لندن: كتب زيد، 2000.
- مع جي دي جورت وإتش يانسن وإتش إم فروم: «حقوق الإنسان والقيم الدينية: علاقة مضطربة؟» غراند رابيدز، ميتشيغن: شركة وليام بي. إيردمان للنشر، 1995.
- مع فرانسيس دينج: «حقوق الإنسان في أفريقيا: وجهات نظر عبر الثقافات». واشنطن العاصمة: معهد بروكينغز، 1990.

### مترجم
- الترجمة العربية: فرانسيس دينق: صرخة البومة، رواية سياسية، القاهرة: ميدلايت، 1991.
- الترجمة الإنجليزية مع مقدمة: الأستاذ محمود محمد طه: الرسالة الثانية للإسلام. سيراكيوز، نيويورك: مطبعة جامعة سيراكيوز، 1987.

### مقدم
- مقدمة في برانوتو اسكندر، القانون الدولي لحقوق الإنسان، سيانجور: مطبعة معهد حقوق المهاجرين، 2010.
- مقدمة في الحرب على الخطأ: قصص حقيقية للمسلمين الأمريكيين، مطبعة جامعة أركنساس، 2007.
- مقدمة في الصراع الراديكالي: مقالات عن العنف والعناد والتواصل، ليكسينغتون، 2016.

## وصلات خارجية
- عبد الله أحمد النعيم: حقوق الإنسان، والدولة العلمانية والشريعة اليوم، مقابلة مع رسالة اليونسكو، أجرت المقابلة شراز سيدهفا.
- بروفيسور عبد الله أحمد النعيم - برنامج وإن طال السفر